# Passiflora vespertilio
Passiflora vespertilio är en passionsblomsväxtart som beskrevs av Carl von Linné. Passiflora vespertilio ingår i släktet passionsblommor, och familjen passionsblomsväxter. Inga underarter finns listade i Catalogue of Life.